# Anglars-Saint-Félix
Anglars-Saint-Félix – miejscowość i gmina we Francji, w regionie Oksytania, w departamencie Aveyron. W 2013 roku jej populacja wynosiła 786 mieszkańców. 